# Сергієвка (Хабаровський район)
Сергі́євка (рос. Сергеевка) — село у складі Хабаровського району Хабаровського краю, Росія. Адміністративний центр Сергієвського сільського поселення.

## Населення
Населення — 1829 осіб (2010; 1897 у 2002).
Національний склад (станом на 2002 рік):
- росіяни — 88 %